# Свойкув (Нижньосілезьке воєводство)
Свойкув (пол. Swojków) — село в Польщі, у гміні Доманюв Олавського повіту Нижньосілезького воєводства.
Населення — 203 особи (2011).
У 1975-1998 роках село належало до Вроцлавського воєводства.

## Демографія
Демографічна структура станом на 31 березня 2011 року:
|          | Загалом | Допрацездатний вік | Працездатний вік | Постпрацездатний вік |
| -------- | ------- | ------------------ | ---------------- | -------------------- |
| Чоловіки | 104     | 23                 | 67               | 14                   |
| Жінки    | 99      | 17                 | 56               | 26                   |
| Разом    | 203     | 40                 | 123              | 40                   |